# Martin Keller
Martin Keller, född 26 september 1986,  är en tysk friidrottare som tävlar i kortdistanslöpning.

## Personliga rekord
- 100 meter – 10,23 från 2008